# Riedboden
Das Naturschutzgebiet Riedboden liegt auf dem Gebiet des Marktes Mittenwald im Landkreis Garmisch-Partenkirchen in Oberbayern.
Das 146,39 ha große Gebiet mit der Nr. NSG-00157.01, das im Jahr 1982 unter Naturschutz gestellt wurde, erstreckt sich südlich des Kernortes Mittenwald entlang der Isar im äußersten Süden Oberbayerns. Östlich verläuft die B 2, am südlichen Rand und westlich des Gebietes verläuft die Staatsgrenze zu Österreich. Nach dem Scharnitzpass weitet sich das Isartal hier nördlich der Grenze zum breiten Riedboden.